# MS Polarfront
Le MS Polarfront était un navire météorologique norvégien en Atlantique Nord. Propriété de l’Institut météorologique norvégien, il était le dernier navire de ce genre à prendre des relevés météorologiques de surface et à effectuer des radiosondages à une position fixe quotidiennement. Il a pris sa retraite en tant que navire météorologique en 2010, victime du développement des satellites météorologiques permettant d'effectuer le même travail. Aujourd'hui, il appartient à l'armateur français Latitude Blanche.

## Histoire
Un navire météorologique est un bâtiment spécialement consacré à la prise de données météorologiques en mer. Certains peuvent se déplacer pour la recherche ou pour des besoins spécifiques mais ce type de navire est plus connu pour le réseau de positions fixes dans les océans Atlantique et Pacifique qu'ils occupèrent pour la prise de données quotidiennes de la fin des années 1930 à 2010. C'est l’Organisation de l'aviation civile internationale (OACI) qui prit charge de ce réseau à partir de 1948.
Les navires MS Polarfront I et II occupaient en alternance la position M (« Mike ») située à 66° N, 2° E, l'une des 13 stations. Il s'agissait de corvettes de la Royal Navy (HMS Saxifrage et HMS Bryony) transformées pour ce travail pour la Norvège. Ils effectuaient des observations standard de surface à chaque heure et des radiosondages à 0 h, 6 h, 12 h et 18 h UTC à partir du début des années 1960. Le premier fut retiré en 1974 et le second en 1976. Pour les remplacer, le gouvernement norvégien fit construire en 1974 un nouveau MS Polarfront par la compagnie Misje Offshore Marine AS de Bergen et le fit alterner à la station M avec le navire néerlandais Cumulus.
Le premier satellite météorologique lancé en 1961, TIROS-1, a permis de voir le potentiel de ce nouveau mode de prise de données au-dessus des océans. Les générations subséquentes de satellites et les données prises par les avions de ligne amena une diminution du nombre de stations. En 1974, l’OACI avait moins besoin des données du réseau et c'est l'Organisation météorologique mondiale (OMM) qui prit la responsabilité des quatre stations restantes. À partir de 1986, le Polarfront fut le seul à garder la position M, retournant à son port d'attache un ou deux jours par mois pour changer d'équipage et refaire ses provisions. Une fois par année, généralement en octobre, le navire restait à quai durant un certain temps pour entretien.
L'entente internationale prit fin en 1990 mais la Grande-Bretagne et la Norvège maintinrent chacun une station, le Polarfront couvrant toujours « Mike ». La Grande-Bretagne termina sa couverture du point « Lima » (L) au milieu des années 1990. En 2009, la dernière position restante était M et il fut annoncé le 27 février qu'elle serait abolie. Le MS Polarfront fut retiré de son service le 1er janvier 2010.

### Nouvelle vocation

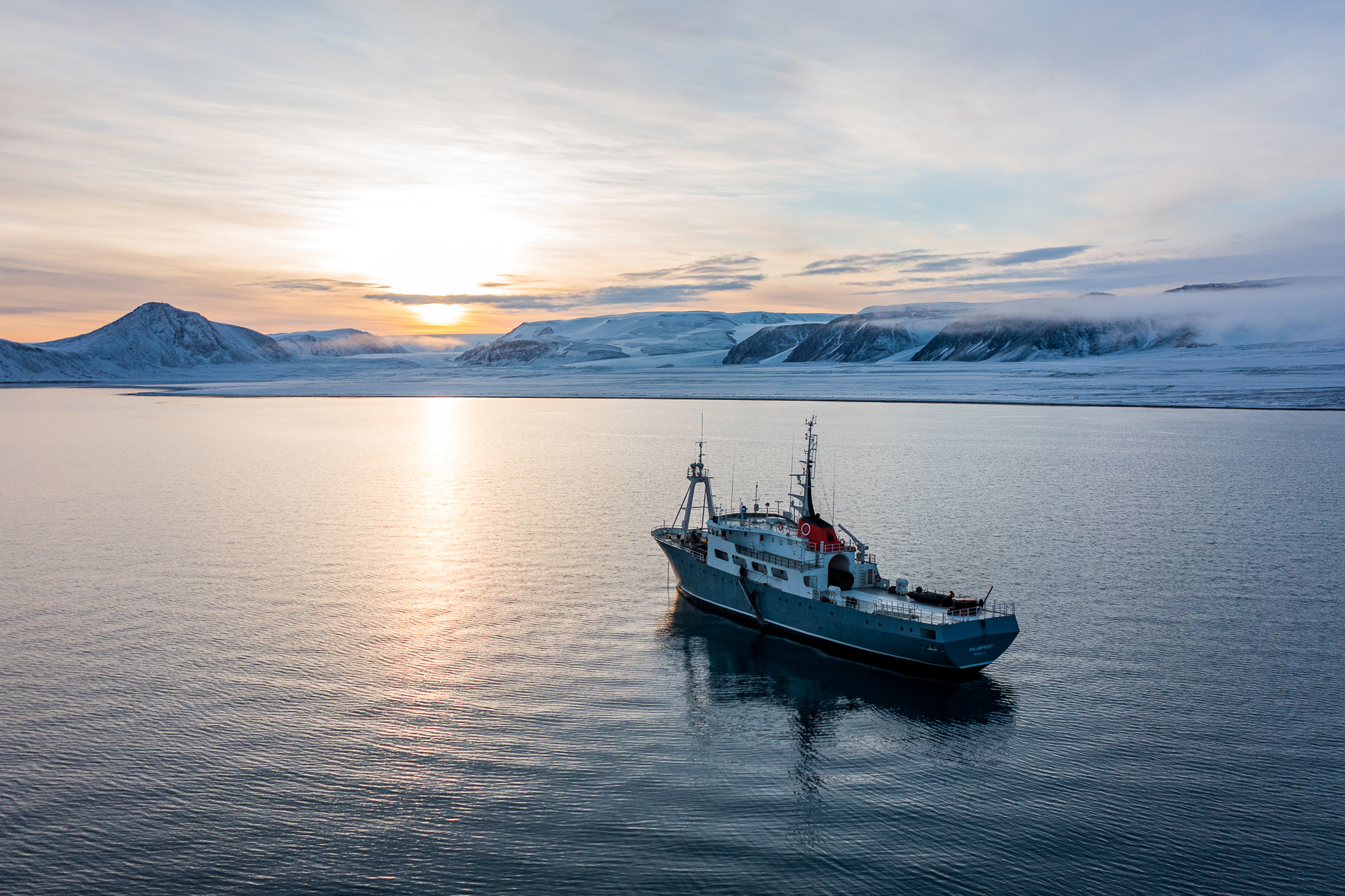
Le Polarfront au Spitzberg en septembre 2021.

Depuis le 28 juin 2017 , il appartient à l'armateur français Latitude Blanche. Le Polarfront (sans MS) est transformé en navire d'expédition touristique polaire et effectua ses premiers voyages en hautes latitudes à partir d'avril 2018.